# Cuanza
Cuanza (tudi Coanza, Kwanza, Quanza oz. Kuanza) je reka v Angoli, ki se izlije v Atlantski ocean, južno od prestolnice države Luande.
Po njej se imenujeta dve province Angole: Cuanza Norte (severni breg) in Cuanza Sul (južni breg).
Leta 2004 so na reki zgradili jez Capanda, ki je glavni vir hidroelektrične energije v Angoli. Cuanza je bila zaradi plovnosti pomembna pri portugalski kolonizaciji.